# Heilige Familiekerk (Schoten Villers)

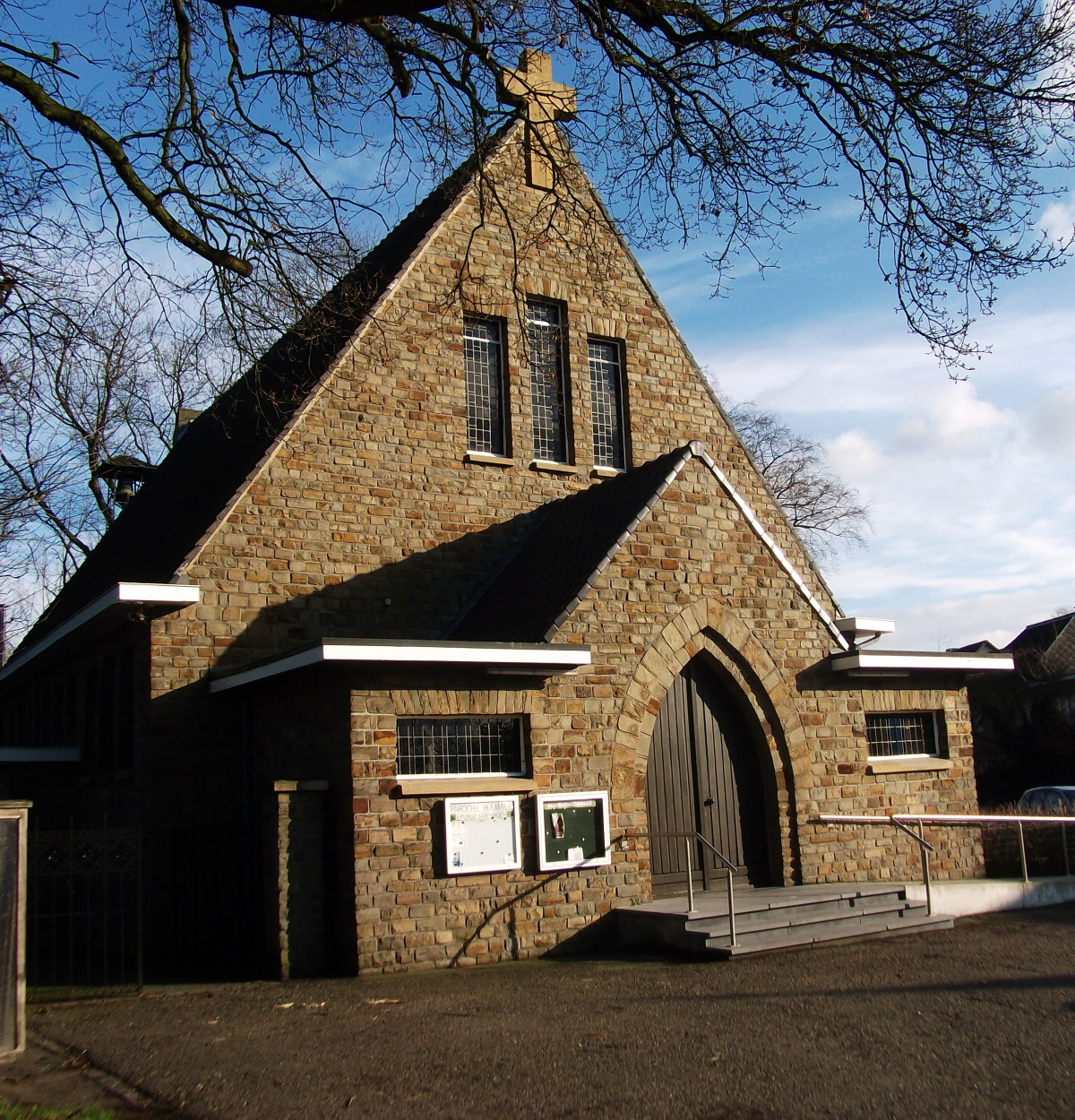
Heilige Familiekerk

De Heilige Familiekerk is een parochiekerk in de Antwerpse plaats Schoten, gelegen aan Villerslei 113.
In 1937 werd in de wijk Schotenhof-Donk een parochie gesticht. De kerk werd gebouwd in 1937-1938 naar ontwerp van L. De Belder.
Het is een eenvoudig kerkgebouw, vervaardigd van blokken natuursteen. De kerk is gedekt met een zadeldak en heeft een ingangspartij. De topgevel wordt gesierd door een eenvoudig natuurstenen kruis.